# 陳睿雯
陳睿雯（英語：Cherub Chen Rui Wen，1993年2月26日—），香港藝人，前無綫電視經理人合約藝員，2016年度香港小姐競選之十強佳麗。

## 簡歷

### 早年經歷
陳睿雯出生於中國內地，曾經於2013年參加佛山電視台《珠江形象大使》競選，並入到40強。其後於香港中文大學修讀碩士課程，主修市場營銷。在學期間主持《校長晚會》《文化之夜》《十校聯賽》等活動。

### 參選香港小姐
2016年，陳睿雯參加《香港小姐競選》，她志向是立志從事媒體行業，成為優秀主持人或製片人。於港姐競選中獲得珠寶贊助商《最佳首飾演繹獎》，賽後接受訪問仍然希望留於香港發展及加入娛樂圈。同年11月回廣州教「形體禮儀」。

### 加入TVB
2016年底入讀為期3個月演藝進修班，畢業後跟無綫簽約三年，主要擔任TVB娛樂新聞台記者及綜藝節目主持。
2017年，首次主持旅遊節目《3日2夜》台南篇。(自港姐後，再次以泳裝look在熒幕上出現)
2018年，再度主持旅遊節目《3日2夜》原州篇，並獲得年度收視第一。
2019年，主持旅遊節目《識玩旅行團》，和梁茵、潘梓峰合作。
陳睿雯已於2020年6月底跟無綫電視約滿，恢復自由身並涉足商界。

## 演出

### 電視劇
- 2017年：溏心風暴3 飾 Pinky
- 2019年：她她她的少女時代 飾 Ranno女伴
- 2019年：街坊財爺 飾 新聞報導員
- 2020年：迷網 飾 護士
- 2021年：逆天奇案 飾 內地婦人

### 節目演出
- 2017年：今日VIP 嘉賓
- 2017年：最緊要好玩 演出
- 2017年：香港回歸20周年文藝晚會 演出

### 節目主持
- 2017年：TVB娛樂新聞台國語主持
- 2017年：香港可以這樣玩 鐵路篇
- 2017年：3日2夜（第一輯 臺南篇）（同梁凱晴合作）
- 2017年：川港澳合作周-走進香港
- 2017年：心靈香格里拉 - 江西龍虎山華泉小村
- 2018年：醫療關鍵字
- 2018年：檳城樓市「置」富攻略
- 2018年：3日2夜（第二輯 原州篇）（與陳詩欣合作）
- 2019年：識玩旅行團（第二輯）

## 曾獲獎項與提名
| 年份   | 獎項                            | 結果 |
| 2016年 | 2016香港小姐競選 最佳首飾演繹獎 | 獲獎 |

## 外部連結
- 陳睿雯的Facebook專頁
- 陳睿雯的Instagram帳戶
- 陳睿雯的新浪微博